# Цигунг
Цигунг (自贡) град је Кини у покрајини Сичуан. Према процени из 2009. у граду је живело 684.048 становника.

## Становништво
Према процени, у граду је 2009. живело 684.048 становника.
| 1990.   | 2000.   | 2009    |
| ------- | ------- | ------- |
| 385.117 | 678.614 | 684.048 |